# Павловщина (Гребёнковский район)
Павловщина (укр. Павлівщина) — село,
Александровский сельский совет,
Гребёнковский район,
Полтавская область,
Украина.
Код КОАТУУ — 5320880404. Население по переписи 2001 года составляло 207 человек.
Село указано на специальной карте Западной части России Шуберта 1826-1840 годов как Новоселица

## Географическое положение
Село Павловщина находится на правом берегу реки Слепород, выше по течению примыкает село Александровка, ниже по течению на расстоянии в 1 км и на противоположном берегу расположено село Лазорки (Оржицкий район).
Рядом проходит железная дорога, станции Лазорки и Платформа 147 км расположены в 1,5 км.

## Известные жители и уроженцы
- Тимченко, Пётр Семёнович (1928—2009) — Герой Социалистического Труда.